# Leo Gordon
Leo Vincent Gordon (New York, 2 dicembre 1922 – Los Angeles, 26 dicembre 2000) è stato un attore e sceneggiatore statunitense.
Ha recitato in 69 film dal 1953 al 1994 ed è apparso in oltre 110 produzioni televisive dal 1952 al 1994. È stato accreditato anche con il nome Leo V. Gordon.

## Biografia
Leo Gordon nacque a New York il 2 dicembre 1922. Fece il suo debutto sul grande schermo nel 1953 nel film Avventura in Cina nel ruolo del sergente Hank Janowicz. Interpretò poi il ruolo di Big Mike McComb in 5 episodi della serie televisiva Maverick dal 1957 al 1959 e collezionò numerose presenze da guest star in varie serie televisive trasmesse nel periodo d'oro della televisione statunitense.
La sua ultima apparizione sul piccolo schermo avvenne nell'episodio Whale Song della serie televisiva SeaQuest, andato in onda il 6 febbraio 1994, che lo vede nel ruolo di Smith, mentre per il grande schermo l'ultima interpretazione risale al film Maverick del 1994 in cui interpreta un giocatore di poker. Morì a Los Angeles, in California, il 26 dicembre 2000 e fu seppellito all'Hollywood Forever Cemetery. Fu sposato con l'attrice Lynn Cartwright.

## Filmografia

### Attore

#### Cinema
- Avventura in Cina (China Venture), regia di Don Siegel (1953)
- La città dei fuorilegge (City of Bad Men), regia di Harmon Jones (1953)
- Il suo onore gridava vendetta (Gun Fury), regia di Raoul Walsh (1953)
- I fratelli senza paura (All the Brothers Were Valiant), regia di Richard Thorpe (1953)
- Hondo, regia di John Farrow (1953)
- Rivolta al blocco 11 (Riot in Cell Block 11), regia di Don Siegel (1954)
- Sinuhe l'egiziano (The Egyptian), regia di Michael Curtiz (1954)
- Sangue e metallo giallo (The Yellow Mountain), regia di Jesse Hibbs (1954)
- Il re dei barbari (Sign of the Pagan), regia di Douglas Sirk (1954)
- The Bamboo Prison, regia di Lewis Seiler (1954)
- La banda dei dieci (Ten Wanted Men), regia di H. Bruce Humberstone (1955)
- I sette ribelli (Seven Angry Men), regia di Charles Marquis Warren (1955)
- Satank, la freccia che uccide (Santa Fe Passage), regia di William Witney (1955)
- L'avventuriero di Hong Kong (Soldier of Fortune), regia di Edward Dmytryk (1955)
- La prateria senza legge (Robbers' Roost), regia di Sidney Salkow (1955)
- La jungla dei temerari (Tennessee's Partner), regia di Allan Dwan (1955)
- Sangue caldo (Man with the Gun), regia di Richard Wilson (1955)
- Il conquistatore (The Conqueror), regia di Dick Powell (1956)
- Giungla d'acciaio (The Steel Jungle), regia di Walter Doniger (1956)
- Tramonto di fuoco (Red Sundown), regia di Jack Arnold (1956)
- L'uomo che sapeva troppo (The Man Who Knew Too Much), regia di Alfred Hitchcock (1956)
- L'alba del gran giorno (Great Day in the Morning), regia di Jacques Tourneur (1956)
- Johnny Concho, regia di Don McGuire (1956)
- 7º Cavalleria (7th Cavalry), regia di Joseph H. Lewis (1956)
- La palude maledetta (Lure of the Swamp), regia di Hubert Cornfeld (1957)
- Stirpe maledetta (The Restless Breed), regia di Allan Dwan (1957)
- Giustizia senza legge (Black Patch), regia di Allen H. Miner (1957)
- La tragedia del Rio Grande (Man in the Shadow), regia di Jack Arnold (1957)
- I pionieri del West (The Tall Stranger), regia di Thomas Carr (1957)
- Faccia d'angelo (Baby Face Nelson), regia di Don Siegel (1957)
- The Notorious Mr. Monks, regia di Joseph Kane (1958)
- Quantrill il ribelle (Quantrill's Raiders), regia di Edward Bernds (1958)
- The Cry Baby Killer, regia di Jus Addis (1958)
- Apache Territory, regia di Ray Nazarro (1958)
- Il sentiero della rapina (Ride a Crooked Trail), regia di Jesse Hibbs (1958)
- Selvaggio west (Escort West), regia di Francis D. Lyon (1958)
- Corruzione nella città (The Big Operator), regia di Charles F. Haas (1959)
- I ribelli del Kansas (The Jayhawkers!), regia di Melvin Frank (1959)
- Una corda per il pistolero (Noose for a Gunman), regia di Edward L. Cahn (1960)
- The Nun and the Sergeant, regia di Franklin Adreon (1962)
- L'odio esplode a Dallas (The Intruder), regia di Roger Corman (1962)
- Tarzan in India (Tarzan Goes to India), regia di John Guillermin (1962)
- La città dei mostri (The Haunted Palace), regia di Roger Corman (1963)
- McLintock!, regia di Andrew V. McLaglen (1963)
- I re del sole (Kings of the Sun), regia di J. Lee Thompson (1963)
- La gatta con la frusta (Kitten with a Whip), regia di Douglas Heyes (1964)
- The Girls on the Beach, regia di William Witney (1965)
- Corpo a corpo (L'arme à gauche), regia di Claude Sautet (1965)
- La valle dell'orso (The Night of the Grizzly), regia di Joseph Pevney (1966)
- Beau Geste, regia di Douglas Heyes (1966)
- Tobruk, regia di Arthur Hiller (1967)
- Facce senza dio (Devil's Angels), regia di Daniel Haller (1967)
- Il massacro del giorno di San Valentino (The St. Valentine's Day Massacre), regia di Roger Corman (1967)
- Agguato nel sole (Hostile Guns), regia di R.G. Springsteen (1967)
- Buckskin, regia di Michael D. Moore (1968)
- Al soldo di tutte le bandiere (You Can't Win 'Em All), regia di Peter Collinson (1970)
- Le sorelline (Bonnie's Kids), regia di Arthur Marks (1973)
- Il mio nome è Nessuno, regia di Tonino Valerii (1973)
- Nashville Girl, regia di Gus Trikonis (1976)
- Son of Hitler, regia di Rod Amateau (1978)
- The Lucifer Complex, regia di Kenneth Hartford e David L. Hewitt (1978)
- Fire and ice fuoco e ghiaccio (Fire and Ice), regia di Ralph Bakshi (1983)
- Bog, regia di Don Keeslar (1983)
- Alba selvaggia (Savage Dawn), regia di Simon Nuchtern (1985)
- The Garbage Pail Kids Movie, regia di Rod Amateau (1987)
- Big Top Pee-wee - La mia vita picchiatella (Big Top Pee-wee), regia di Randal Kleiser (1988)
- Saturday the 14th Strikes Back, regia di Howard R. Cohen (1988)
- Alienator, regia di Fred Olen Ray (1990)
- Maverick, regia di Richard Donner (1994)

#### Televisione
- The Blue and White Lamp – film TV (1952)
- My Hero – serie TV, un episodio (1953)
- The Ford Television Theatre – serie TV, 2 episodi (1953-1954)
- Fireside Theatre – serie TV, un episodio (1954)
- Stories of the Century – serie TV, un episodio (1954)
- Waterfront – serie TV, 2 episodi (1955)
- Crossroads – serie TV, episodio 1x04 (1955)
- Chevron Hall of Stars – serie TV, un episodio (1956)
- Le avventure di Rin Tin Tin (The Adventures of Rin Tin Tin) – serie TV, 3 episodi (1954-1956)
- Frontier – serie TV, 3 episodi (1955-1956)
- Lux Video Theatre – serie TV, un episodio (1956)
- Crusader – serie TV, un episodio (1956)
- Screen Directors Playhouse – serie TV, episodio 1x35 (1956)
- Corky, il ragazzo del circo (Circus Boy) – serie TV, episodio 1x01 (1956)
- I racconti del West (Zane Grey Theater) – serie TV, un episodio (1956)
- Navy Log – serie TV, episodio 2x02 (1956)
- Broken Arrow – serie TV, un episodio (1956)
- Soldiers of Fortune – serie TV, 2 episodi (1957)
- Jane Wyman Presents The Fireside Theatre – serie TV, 2 episodi (1956-1957)
- The Walter Winchell File – serie TV, un episodio (1957)
- Casey Jones – serie TV, un episodio (1957)
- Official Detective – serie TV, un episodio (1958)
- Avventure in fondo al mare (Sea Hunt) – serie TV, un episodio (1958)
- State Trooper – serie TV, episodi 1x05-2x24 (1956-1958)
- Target – serie TV, episodio 1x02 (1958)
- Frontier Doctor – serie TV, un episodio (1958)
- The Rough Riders – serie TV, episodio 1x05 (1958)
- Yancy Derringer – serie TV, un episodio (1958)
- Disneyland – serie TV, 2 episodi (1958)
- Tales of the Texas Rangers – serie TV, un episodio (1958)
- Furia (Fury) – serie TV, un episodio (1959)
- 26 Men – serie TV, episodi 2x10-2x18 (1958-1959)
- Maverick – serie TV, 5 episodi (1957-1959)
- Perry Mason – serie TV, un episodio (1959)
- Man Without a Gun – serie TV, un episodio (1959)
- Lock-Up – serie TV, episodio 1x01 (1959)
- Five Fingers – serie TV, un episodio (1959)
- The Deputy – serie TV, un episodio (1960)
- Tightrope – serie TV, episodio 1x27 (1960)
- Lo sceriffo indiano (Law of the Plainsman) – serie TV, episodio 1x24 (1960)
- Gli intoccabili (The Untouchables) – serie TV, 2 episodi (1960)
- Tombstone Territory – serie TV, 2 episodi (1957-1960)
- The Alaskans – serie TV, episodio 1x33 (1960)
- Mr. Lucky – serie TV, episodio 1x34 (1960)
- Bat Masterson – serie TV, 2 episodi (1958-1960)
- Laramie – serie TV, un episodio (1960)
- Outlaws – serie TV, episodio 1x04 (1960)
- Dan Raven – serie TV, un episodio (1960)
- Route 66 – serie TV, un episodio (1960)
- Scacco matto (Checkmate) – serie TV, episodio 1x12 (1960)
- Coronado 9 – serie TV, un episodio (1961)
- The Brothers Brannagan – serie TV, un episodio (1961)
- Have Gun - Will Travel – serie TV, 4 episodi (1957-1961)
- Le leggendarie imprese di Wyatt Earp (The Life and Legend of Wyatt Earp) – serie TV, un episodio (1961)
- Lawman – serie TV, un episodio (1961)
- The Roaring 20's – serie TV, un episodio (1961)
- Whispering Smith – serie TV, episodio 1x24 (1961)
- Tales of Wells Fargo – serie TV, 3 episodi (1957-1961)
- Bronco – serie TV, 2 episodi (1959-1962)
- Empire – serie TV, un episodio (1962)
- Cheyenne – serie TV, 4 episodi (1955-1962)
- Ripcord – serie TV, episodio 2x20 (1962)
- The Andy Griffith Show – serie TV, un episodio (1963)
- The Rifleman – serie TV, 2 episodi (1958-1963)
- La legge del Far West (Temple Houston) – serie TV, episodio 1x04 (1963)
- La grande avventura (The Great Adventure) – serie TV, episodio 1x12 (1964)
- Polvere di stelle (Bob Hope Presents the Chrysler Theatre) – serie TV, 2 episodi (1963-1964)
- Sotto accusa (Arrest and Trial) – serie TV, episodio 1x29 (1964)
- Gli uomini della prateria (Rawhide) – serie TV, 2 episodi (1959-1964)
- Death Valley Days – serie TV, 2 episodi (1963-1965)
- Twelve O'Clock High – serie TV, un episodio (1965)
- Get Smart – serie TV, episodio 1x03 (1965)
- Daniel Boone – serie TV, un episodio (1965)
- Laredo – serie TV, 2 episodi (1965-1966)
- Pistols 'n' Petticoats – serie TV, un episodio (1966)
- Rango – serie TV, episodio 1x02 (1967)
- Tarzan – serie TV, episodio 1x28 (1967)
- Lassie – serie TV, un episodio (1967)
- Ai confini dell'Arizona (The High Chaparral) – serie TV, episodio 1x19 (1968)
- Bonanza – serie TV, 3 episodi (1959-1968)
- Sui sentieri del West (The Outcasts) – serie TV, episodio 1x22 (1969)
- Uno sceriffo a New York (McCloud) – serie TV, un episodio (1970)
- Il virginiano (The Virginian) – serie TV, 3 episodi (1962-1970)
- The Bold Ones: The Lawyers – serie TV, un episodio (1971)
- Due onesti fuorilegge (Alias Smith and Jones) – serie TV, un episodio (1971)
- O'Hara, U.S. Treasury – serie TV, un episodio (1971)
- The Trackers – film TV (1971)
- Mod Squad, i ragazzi di Greer (The Mod Squad) – serie TV, un episodio (1972)
- Le strade di San Francisco (The Streets of San Francisco) – serie TV, un episodio (1972)
- Hec Ramsey – serie TV, un episodio (1973)
- Marcus Welby (Marcus Welby, M.D.) – serie TV, un episodio (1973)
- Gunsmoke – serie TV, 5 episodi (1956-1974)
- F.B.I. (The F.B.I.) – serie TV, un episodio (1974)
- Adam-12 – serie TV, 5 episodi (1971-1975)
- Barbary Coast – serie TV, un episodio (1975)
- Far Out Space Nuts – serie TV, un episodio (1975)
- Cannon – serie TV, un episodio (1975)
- Agenzia Rockford (The Rockford Files) – serie TV, 4 episodi (1978-1979)
- Hazzard (The Dukes of Hazzard) – serie TV, 2 episodi (1979)
- La casa nella prateria (Little House on the Prairie) – serie TV, episodio 6x09 (1979)
- Premiata agenzia Whitney (Tenspeed and Brown Shoe) – serie TV, un episodio (1980)
- Rage! – film TV (1980)
- Fantasilandia (Fantasy Island) – serie TV, 2 episodi (1980-1981)
- Enos – serie TV, 2 episodi (1981)
- Venti di guerra (The Winds of War)– miniserie TV (1983)
- M.A.D.D.: Mothers Against Drunk Drivers – film TV (1983)
- The Rousters – serie TV, un episodio (1983)
- The Rousters – film TV (1983)
- All American Cowboy – film TV (1985)
- Saranno famosi (Fame) – serie TV, un episodio (1985)
- Magnum, P.I. (Magnum, P.I.) – serie TV, un episodio (1987)
- Moonlighting – serie TV, un episodio (1987)
- A cuore aperto (St. Elsewhere) – serie TV, 2 episodi (1987-1988)
- Ricordi di guerra (War and Remembrance)– miniserie TV (1989)
- Oltre la legge - L'informatore (Wiseguy) – serie TV, 2 episodi (1990)
- SeaQuest (SeaQuest DSV) – serie TV, un episodio (1994)
- The Adventures of Young Indiana Jones: Hollywood Follies – film TV (1994)

### Sceneggiatore
- Cheyenne – serie TV, un episodio (1956)
- State Trooper – serie TV, un episodio (1957)
- Giustizia senza legge (Black Patch) (1957)
- Colt .45 – serie TV, un episodio (1957)
- Il tenente Ballinger (M Squad) – serie TV, un episodio (1957)
- The Cry Baby Killer (1958)
- Giovani delinquenti (Hot Car Girl) (1958)
- Selvaggio west (Escort West) (1958)
- Bat Masterson – serie TV, un episodio (1959)
- La donna vespa (The Wasp Woman) (1959)
- Attack of the Giant Leeches (1959)
- La valle degli alberi rossi (Valley of the Redwoods) (1960)
- Tombstone Territory – serie TV, 8 episodi (1957-1960)
- Maverick – serie TV, 4 episodi (1960-1961)
- The Case of the Dangerous Robin – serie TV, 38 episodi (1960-1961)
- La spia in nero (The Cat Burglar) (1961)
- Lawman – serie TV, un episodio (1962)
- La torre di Londra (Tower of London) (1962)
- Hawaiian Eye – serie TV, 2 episodi (1961-1963)
- La vergine di cera (The Terror) (1963)
- Bonanza – serie TV, 2 episodi (1963-1965)
- Dollari maledetti (The Bounty Killer) (1965)
- Tobruk (1967)
- Ecco perché le mogli degli amanti di mia moglie sono mie amanti (All the Loving Couples) (1969)
- Al soldo di tutte le bandiere (You Can't Win 'Em All) (1970)
- Adam-12 – serie TV, 21 episodi (1971-1975)
- The Wasp Woman – film TV (1995)

## Doppiatori italiani
- Renato Turi in La tragedia del Rio Grande, La città dei mostri
- Giorgio Capecchi ne Il suo onore gridava vendetta
- Mario Pisu in Rivolta al blocco 11
- Manlio Busoni in Il conquistatore
- Bruno Persa in L'alba del gran giorno
- Emilio Cigoli in  Quantrill il ribelle
- Glauco Onorato in Apache Territory
- Sergio Tedesco in I re del sole
- Massimo Foschi in Al soldo di tutte le bandiere